# Ramón José Aponte Fernández
Ramón José Aponte Fernández (ur. 23 września 1948 w Carache) – wenezuelski duchowny rzymskokatolicki, w latach 2004-2024 biskup Valle de la Pascua.

## Życiorys
Święcenia kapłańskie przyjął 17 sierpnia 1974 i został inkardynowany do diecezji Trujillo. Był m.in. rektorem niższego seminarium diecezjalnego, szefem sekretariatu kurialnego ds. powołań, laikatu i diakonatu stałego, a także wicerektorem seminarium w Caracas.
5 marca 2004 został prekonizowany biskupem diecezji Valle de la Pascua. Sakry biskupiej udzielił mu 22 maja tegoż roku kard. Rosalio José Castillo Lara.
11 stycznia 2024 przeszedł na emeryturę. 